# Équipe d'Union soviétique des moins de 17 ans de football
Maillots
L'équipe d'Union soviétique de football des moins de 17 ans était constituée par une sélection des meilleurs joueurs soviétiques de moins de 17 ans sous l'égide de la Fédération d'Union soviétique de football. 
L'équipe remporta une fois le Championnat d'Europe de football des moins de 17 ans et remporta également une fois la Coupe du monde de football des moins de 17 ans. Cette équipe n'existe plus depuis 1992, à la suite de la dislocation de l'Union soviétique.

## Parcours

### Parcours en Championnat d'Europe[1]
- 1982 : Non qualifiée
- 1984 :  Finaliste
- 1985 :  Vainqueur
- 1986 :  3e
- 1987 :  Finaliste
- 1988 : Non qualifiée
- 1989 : 1er tour
- 1990 : Non qualifiée
- 1991 : 1er tour
- 1992 : Non qualifiée

### Parcours en Coupe du monde
- 1985 : Non qualifiée
- 1987 :  Vainqueur[2]
- 1989 : Non qualifiée
- 1991 : Non qualifiée

## Anciens joueurs
- / Arif Asadov
- / Mirjalol Qosimov
- /// Youri Nikiforov
- / Vladislav Kadyrov

## Palmarès
- Championnat d'Europe de football des moins de 17 ans
  - Vainqueur en 1985
  - Finaliste en 1984 et en 1987
- Coupe du monde de football des moins de 17 ans
  - Vainqueur en 1987
- Tournoi de Montaigu
  - Vainqueur en 1985, en 1989, en 1990 et en 1991